# Barbro Hedvall
Barbro Christina Hedvall, född 8 februari 1944 i Bromma, är en svensk journalist bosatt i Torekov. Hon har varit verksam som ledarskribent i Dagens Nyheter mellan 1999 och 2009, och var dessförinnan ledarskribent i Expressen under 19 år. 
Hon har även varit politiskt sakkunnig vid arbetsmarknads- och utbildningsdepartementen och förbundssekreterare i Fredrika Bremer-Förbundet.
Hedvall är en återkommande gäst i Sveriges TV-soffor och en engagerad samhällsdebattör.
Tillsammans med Göran Greider har Barbro Hedvall skrivit boken Stil och politik – om politiskt klädmode.

## Priser och utmärkelser
- 2011 – Samfundet De Nios Särskilda pris